# Ніулакіта
Ніулакіта (Niulakita) — найпівденніший острів архіпелагу Тувалу, розташований за 270 км на південь від Фунафуті, столиці Тувалу.
Острів має овальну форму. Довжина — близько 1 км. Площа суші — 0,4 км ².
Європейським першовідкривачем острова став іспанський мореплавець Альваро Менданья де Нейра, який відкрив його в 1595 році, назвавши острів ісп. La Solitaria. Повторно Ніулакіта був відкритий тільки в 1821 американцем Джорджем Барретом (англ. George Barrett). У XIX столітті на острові видобувалося гуано. У 1944 британський уряд продав Ніулакіта австралійській компанії. В цей же час на острів була переселена частина сімей з острова Ніутао, які займалися на Ніулакіта розведенням кокосової пальми. В наш час[коли?] острів є частиною Тувалу.
У 2002 чисельність населення Ніулакіта становила всього 35 осіб.